# Црква Светог великомученика Димитрија у Горњој Ламовитој
Храм Светог великомученика Димитрија у Горњој Ламовитој налази се у селу Ламовита и припада парохији ламовитској, насељу удаљеном 20 километара од Приједора, у Републици Српској, БиХ.